# Joanna Tuffy

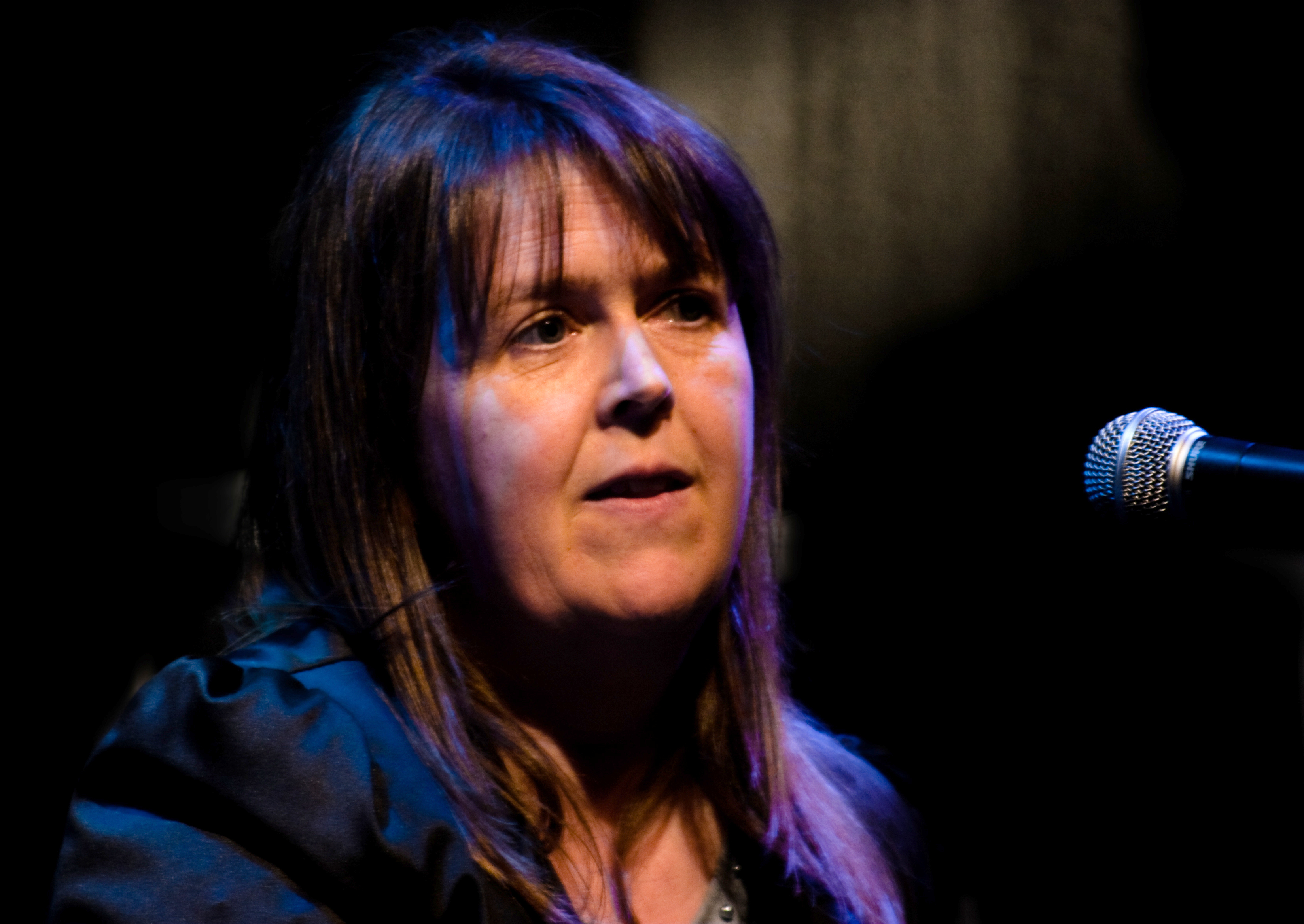
Joanna Tuffy (2025)

Joanna Tuffy (irisch Joanna Ní Thoghdha, * 9. März 1965) ist eine irische Politikerin der Irish Labour Party. Von 2002 bis 2007 war sie Mitglied des Seanad Éireann und von 2007 bis 2016 Abgeordnete (Teachta Dála) im Dáil Éireann, dem irischen Unterhaus.

## Leben
Joanna Tuffy studierte am Trinity College Dublin und am Dublin Institute of Technology (DIT) Rechtswissenschaften.
1999 zog sie erstmals in den South Dublin County Council für den Bezirk Lucan ein. Tuffy versuchte darauf, bei den Wahlen zum Dáil Éireann 2002 für den Wahlkreis Dublin Mid-West einen Sitz zu erringen, was jedoch knapp misslang. Stattdessen wurde sie 2002 über die Verwaltungsliste in den Seanad Éireann gewählt. Erfolgreich war sie sodann bei den Wahlen zum Dáil Éireann 2007 und 2011. Sie warnte 2011 vor einer Koalition mit der Fine Gael und wehrte sich gegen die Abschaffung des Senats. 2016 verlor sie ihren Sitz im Dáil Éireann. 2019 wurde sie erneut in den South Dublin County Council gewählt. Da Frances Fitzgerald in das Europäische Parlament zog, fand im Wahlkreis Dublin Mid-West 2019 eine Nachwahl statt. Tuffy konnte jedoch nur wenige Stimme erzielen und verfehlte die Chance, erneut in den Dáil Éireann einzuziehen. Auch bei den regulären Wahlen 2020 konnte sie keinen Sitz erringen. 2024 wurde sie stattdessen erneut in den South Dublin County Council gewählt.

## Privates
Joanna Tuffy war mit Philip Long verheiratet, der 2017 verstarb.